# Лазер-ран

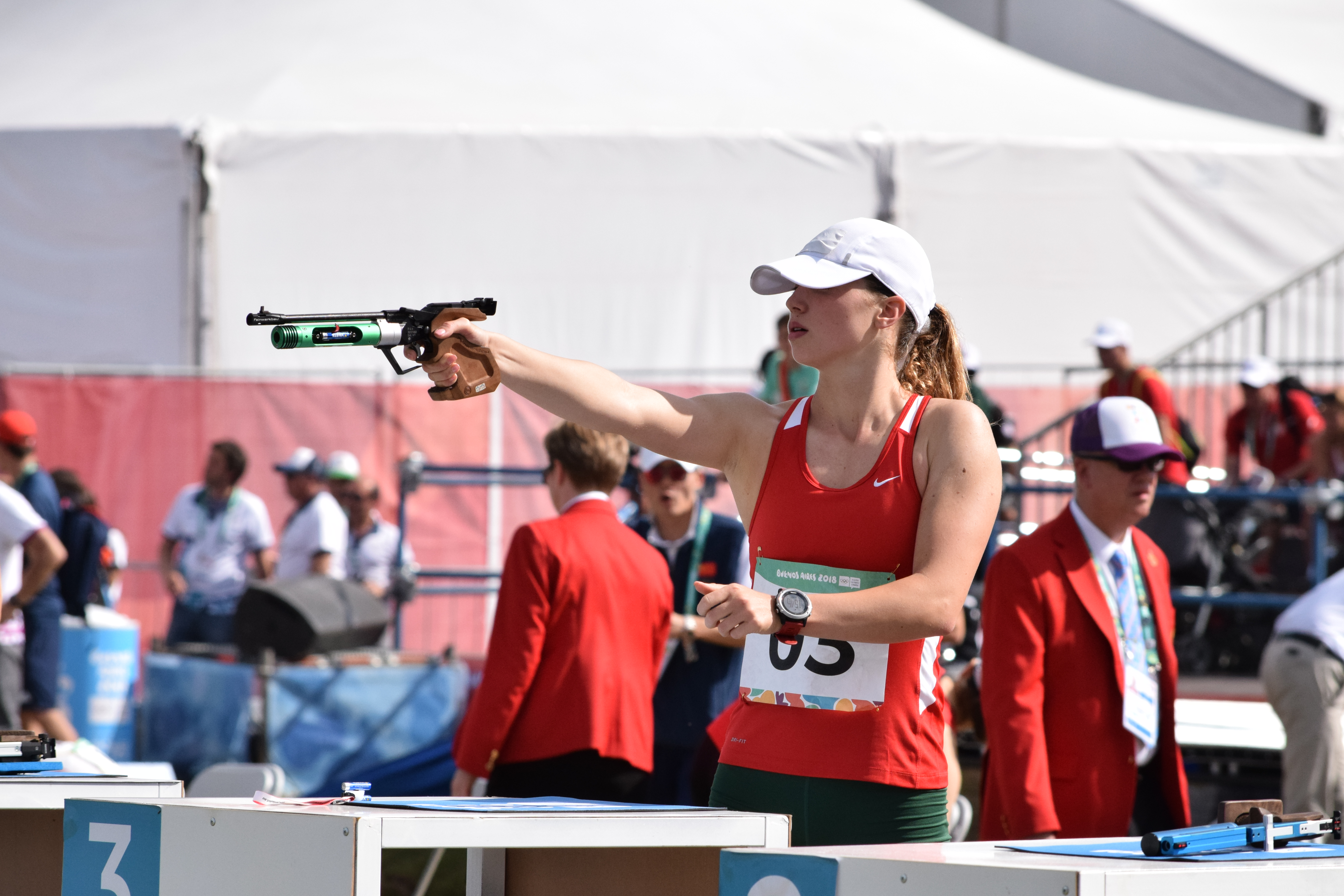
Этап лазер-ран в современном пятиборье во время Юношеских Олимпийских игр

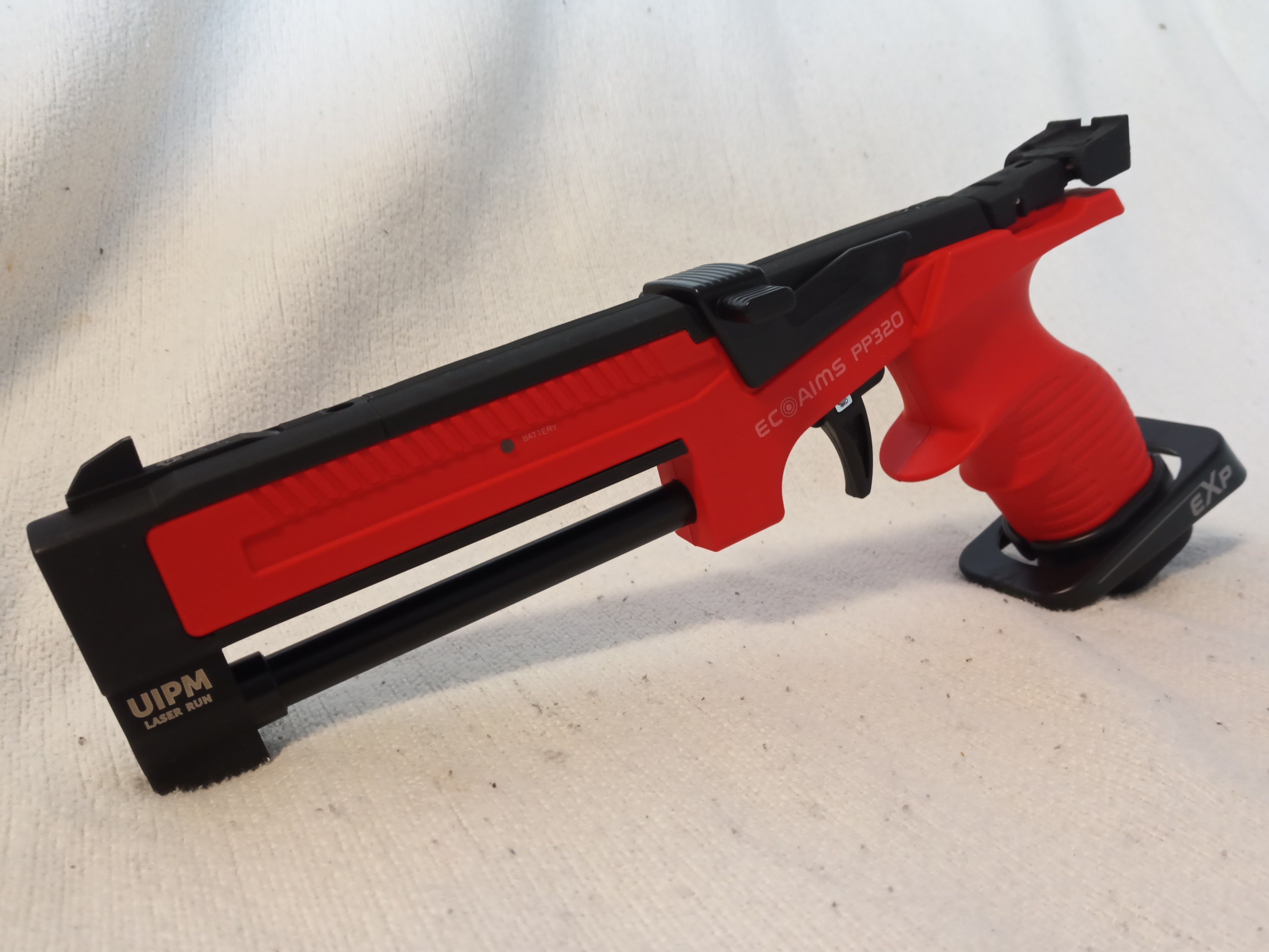
Пистолет, сертифицированный Международным союзом современного пятиборья

Лазер-ран (от англ. laser — лазер, и англ. run — бег) —  вид спорта, в котором атлеты выполняют забег на дистанцию 3 000 метров со стрельбой из лазерного пистолета на 4-х огневых рубежах, через 600 метров. Дистанция забега и габариты огневого рубежа могут отличаться в зависимости от возрастных категорий атлетов.

## История
Лазер-ран был признан отдельным видом спорта в 2015 году, в России развитие этого вида спорта началось с 2016 года. Ранее лазер-ран входил в программу соревнований современного пятиборья и назывался «комбайн».

## Снаряжение
Для стрельбы в лазер-ран атлеты используют специальные лазерные пистолеты и мишени, сертифицированные Международным союзом современного пятиборья.
Стрельба из пистолета осуществляется с одной вытянутой руки. Прицельными приспособления являются целик и мушка.
Минимальный вес пистолета — 800 граммов для взрослых и 500 граммов для лиц до 17 лет. Максимальный вес составляет 1500 граммов. Длительность сигнала лазера 15,6 мс. Длина волны лазера — от 635 до 650 нм.
Стрельба из лазерного пистолета более динамична и зрелищна, а также является более безопасной для атлетов и зрителей в сравнении с традиционной пулевой стрельбой. Кроме того, стрельба из лазерного пистолета не загрязняет окружающую среду. А при участии в международных соревнованиях, атлетам проще осуществлять транспортировку пистолета из страны в страну, так как формально он не является оружием.

## Соревнования
В ряде стран Европы проводят международные соревнования, а г. Перпиньян в 2015 г. был проведён первый чемпионат мира. В 2017 г. была организована серия соревнований включающая 58 городских турниров Лазер-ран Сити Тур, в 40 странах с участием более 15 000 атлетов.
Список городов, где проводился чемпионат мира по лазер-ран:
| №       | год  | город                                             | страна            |
| ------- | ---- | ------------------------------------------------- | ----------------- |
| 1       | 2015 | Перпиньян                                         | Франция           |
| 2       | 2016 | Лиссабон                                          | Португалия        |
| 3       | 2017 | Кейптаун                                          | ЮАР               |
| 4       | 2018 | Дублин                                            | Ирландия          |
| 5       | 2019 | Будапешт                                          | Венгрия           |
| отменен | 2020 | отменен: Сямынь отменен: Вайден-ин-дер-Оберпфальц | Китай · Германия  |
| 6       | 2021 | отменен: Минск Каир                               | Беларусь · Египет |
| 7       | 2022 | Сямынь                                            | Китай             |
| 8       | 2023 | Бат                                               | Великобритания    |

В мае 2020 г. UIPM были организованы и проведены онлайн соревнования по лазер-ран в формате #LaserHomeRun в которых приняли участие более 600 атлетов по всему миру.